# Autostrada M3 (Węgry)
Autostrada M3 (węg. M3-as autópálya) – autostrada na Węgrzech w ciągu trasy europejskiej E71.
Autostrada łączy Budapeszt ze wschodnią częścią Węgier. Umożliwia dojazd ze stolicy do Miszkolca i Debreczyna. Jest najważniejszym ciągiem komunikacyjnym północno-wschodnich Węgier.
Odcinek umożliwiający dojazd do miasta Nyíregyháza został oddany do użytku w sierpniu 2007 roku.
Autostrada jest płatna na odcinkach między węzłami :
- M3/2B - Kerekharaszt
- Salgótarján/Hatvan - M3/M35

## Trasy europejskie
Autostrada M3 jest częścią kilku tras europejskich:
| Numer | Odcinek                                                             |
| ----- | ------------------------------------------------------------------- |
| E71   | (26) M31, Gödöllő – (151) M30, Emőd                                 |
| E79   | (151) M30, Emőd – (186) M35, Görbeháza                              |
| E573  | (227) Nyíregyháza-dél / Debrecen – (235) Nyíregyháza-észak / Záhony |
| E579  | (194) Rétaljai pihenőhely – (280) Vásárosnamény                     |